# Dcheira
Dcheira (àrab: الدشيرة, ad-Dxayra; amazic: ⴷⵛⵉⵔⴰ) és un localitat del Sàhara Occidental ocupat pel Marroc, qui l'ha integrat en la província d'Al-Aaiun de la regió de Laâyoune-Sakia El Hamra. Segons el cens de 2014 tenia una població total de 509 persones.